# Monastère de Polog
Le monastère de Polog (macédonien : Полошки Манастир) est un monastère orthodoxe situé près du village de Pravednik, dans la municipalité de Kavadartsi, en Macédoine du Nord. Depuis la construction d'un barrage sur la Tsrna dans les années 1960, il se trouve sur les rives du lac artificiel de Tikvech et n'est accessible qu'en bateau. Il a été fondé au XIVe siècle. 
L'église du complexe, dédiée à saint Georges, a été fondée avant la création du monastère et rénovée pendant le règne de l'empereur serbe Stefan Uroš IV Dušan. Elle possède une seule nef, trois travées et une coupole et a été construite en pierre et en brique. Toutes ses fresques datent du XIVe siècle, à l'exception de celles du narthex, exécutées au XVIIe siècle. L'église possède aussi une iconostase réalisée en 1679. 

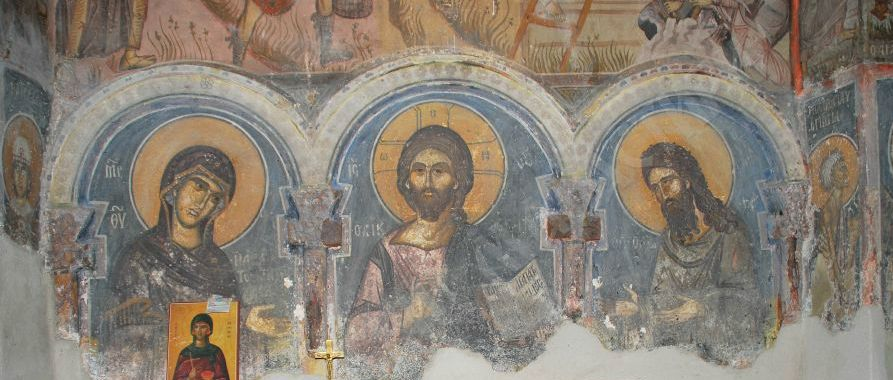
Fresque de l'église.
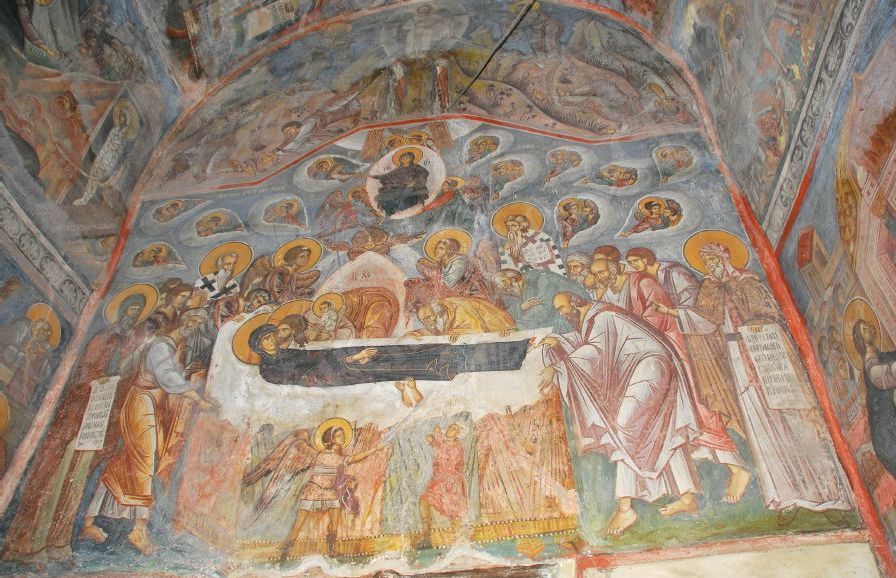
La Dormition.
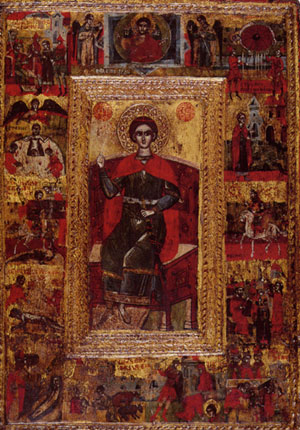
Icône de saint Georges.